# شهرستان دومینیچسکی
شهرستان دومینیچسکی (به لاتین: Duminichsky District) یک شهرستان در روسیه است که در استان کالوگا واقع شده‌است.